# Leptopentacta elongata
Leptopentacta elongata is een zeekomkommer uit de familie Cucumariidae.
De wetenschappelijke naam van de soort werd in 1846 als Cucumaria elongata gepubliceerd door Magnus Wilhelm von Düben & Johan Koren.